# 高瀬英璃
高瀬 英璃（たかせ えり、1996年1月25日 - ）は、日本の女優。埼玉県出身。JFCT所属。
女優本多はるとのユニットえりはるとしても活動中。

## 来歴
- 高校在学中に、大手ファミレスチェーンで接客優秀賞を受賞。
- 俳優養成所アップスアカデミーを卒業後、JFCTに所属。

## 出演

### 映画
- 累-かさね-（2018年）佐藤祐市監督
- 記憶にございません！（2019年）三谷幸喜監督
- ブレイブ-群青戦記-（2021年）本広克行監督
- 彼女未来（2021年）山西竜矢監督
- 老後の資金がありません！（2021年） 前田哲監督

### テレビドラマ
- オモヒデ座 戸越銀座編「JKに裏切られた日」ユカ役 （2018年 NHKBSプレミアム）石井永二演出
- 都立水商！ 〜令和〜（2019年 TBS）山本透演出
- 僕はまだ君を愛さないことができる（2019年 フジテレビ）熊坂出演出
- タリオ 復讐代行の2人（2020年 NHK）　山本透演出
- カラフラブル〜ジェンダーレス男子に愛されています。〜（2021年 読売テレビ）熊坂出演出

### WEB
- オンラインシネマ『GIFT〜しあわせのカタチ〜』（2020年 AbemaTV）諸江亮監督 - 奈津 役

### 舞台
- 『新撰組 最期の武士道』　太田行雄演
- 『悪い女』（2016年）眞榮平美香 脚本・演出
- 未来演劇部 旗揚げ公演『ドレミの歌（女子高版）』（2020年）平塚直隆 脚本・演出
- 未来演劇部 第3弾公演『無風』『あの匂い』（2020年） 平塚直隆 脚本・演出

### CM
- LION『バファリン 脱・ガマン宣言 ランチ/デート篇」』（2018年）
- セブンイレブン『夜セブン』（2018年）
- 新日本製薬『パーフェクトワン』（2020年）